# Sesamia albicostata
Sesamia albicostata là một loài bướm đêm trong họ Noctuidae.